# São João (Pernambuco)
São João este un oraș în Pernambuco (PE), Brazilia.